# Reinier van Lanschot
Reinier van Lanschot, né le 7 septembre 1989 à Saint-Germain-en-Laye, est un homme politique néerlandais. Il a fondé en 2018, avec Laurens Dassen, le parti Volt Pays-Bas, dont il est depuis président. Premier candidat du parti au Parlement européen lors des élections de 2019, Van Lanschot a été élu comme coprésident de Volt Europa, avec Valerie Sternberg, lors de l'Assemblée générale de 2019 à Sofia, les 12 et 13 octobre 2019.

## Biographie
Reinier Van Lanschot grandit à Haarlem et étudie le droit, d'abord à l'Université d'Utrecht (2008-2013), puis à l'Université d'Amsterdam (2013-2014), où il obtient une maîtrise. Il est également diplômé de la Harvard Kennedy School. Il trouve d'abord un emploi dans une start-up de services juridiques. Il travaille ensuite pour Ahold Delhaize en tant que manager d'un supermarché de Lelystad et en tant que responsable en vente au détail chez Albert Heijn ,.
Préparant la fondation de Volt Pays-Bas en février 2018, il quitte son emploi afin de s'y consacrer pleinement ,. Il travaille depuis pour le parti Volt, à l'échelle néerlandaise et à l'échelle européenne.

## Travail politique

### Volt Pays-Bas
Avec quelques autres militants, Reinier van Lanschot fonde le parti Volt Pays-Bas, section néerlandaise de Volt-Europa, à Utrecht le 23 juin 2018, dont il est élu à la tête ,. Son engagement politique est notamment dû à la montée des nationalismes, à la protection du climat, et au manque de législation sur les migrations.
Tête de la liste de Volt Pays-Bas lors des élections européennes de 2019 ,, Reinier van Laschot quitte la présidence du parti afin de garantir l'équilibre du parti. Il ne récoltera que 1,9 % des voix, ne lui permettant pas de devenir eurodéputé. Lors de sa campagne, il critique notamment le manque de dirigeants clairs à Bruxelles et l'accent mis constamment sur les intérêts nationaux au lieu des intérêts européens. En préparation des élections législatives néerlandaises de 2021, il est choisi comme dernier candidat de la liste de Volt.

### Volt Europa
Il est élu coprésident de Volt Europa le 13 octobre 2019, avec Valerie Stenberg-Irvani. Il est réélu lors de l'assemblée générale à Lisbonne avec Francesca Romana d'Antuono.
Il préconise en 2019, avec cette dernière, la création d'un corps d'armée européen permanent, pouvant rapidement être déployé en cas de crise. Il critique également la lenteur des prises de décisions dans les processus actuels.

## Positions politiques
À propos de l'UE, Van Lanschot déclare être d'accord avec la vision des eurosceptiques, mais préférer améliorer l'Union européenne en la rendant plus transparente, démocratique et sociale, plutôt que de la supprimer.
Selon lui, le Brexit et la popularité grandissante de Thierry Baudet ont renforcé le parti. Lui et son parti croient également en la cause environnementale.

## Distinctions
Van Lanschot et Laurens Dassen sont nommés "Euro-néerlandais de l'année" le 19 décembre 2018 par le Mouvement européen Pays-Bas.
Le 23 janvier 2019, Van Lanschot est sélectionné comme l'un des talents de l'hebdomadaire Elsevier.